# Булгаковский сельский совет (Кременский район)
Булгаковский сельский совет (укр. Булгаківська сільська рада) — административно-территориальная единица в составе Кременского района Луганской области Украины.

## Населённые пункты совета
- с. Булгаковка
- с. Прогресс
- с. Шевченко

## Адрес сельсовета
92930, Луганська обл., Кремінський р-н,
с. Булгаківка, вул. Совєтська; тел. 9-45-42  (укр.)